# Aneksja

Terytoria Ukrainy, których aneksję w 2014 i 2022 roku ogłosiła Rosja

Aneksja (łac. annexio – przyłączenie) – zagarnięcie, przyłączenie przez jedno państwo aktem jednostronnym całości lub części terytorium innego państwa, bez zgody tego państwa, najczęściej przy użyciu siły lub w wyniku wygranej wojny. Współcześnie zakazana przez prawo międzynarodowe. 

## Przykłady
Przykładem tego typu działań jest np. aneksja przez Niemcy zachodnich terenów Polski w październiku 1939 r., czy równoległa aneksja przez ZSRR terenów wschodnich województw II Rzeczypospolitej, a w sierpniu 1940 państw nadbałtyckich: Litwy, Łotwy, Estonii.
Po II wojnie światowej próbami formalnej aneksji były m.in. włączenie okupowanych syryjskich Wzgórz Golan oraz części terytoriów Palestyny do Izraela (uznawane przez Stany Zjednoczone), przyłączenie Timoru Wschodniego w 1975 r. przez Indonezję, przyłączenie Indii Portugalskich w latach 1954–1962 do Indii, włączenie Kuwejtu do Iraku w 1990, co spowodowało wojnę w Zatoce Perskiej. Karta ONZ i Akt Końcowy KBWE uznały aneksję za nielegalną, jako logiczną konsekwencję zakazu agresji oraz respektowania zasady suwerenności państwa i jego integralności terytorialnej.
W marcu 2014 roku Rosja dokonała aneksji Autonomicznej Republiki Krymu. Aneksja Krymu nie została uznana przez większość państw, kilkoma wyjątkami są między innymi Syria, Korea Północna, Serbia, Armenia i Afganistan.